# 彭乘 (北宋華陽人)
彭乘（?—?），字利建，益州华阳（今四川成都）人。

## 生平
約為宋哲宗年間人。真宗大中祥符五年（1012年）進士，授漢陽軍判官。歷官工部郎中、翰林学士，曾在集贤馆修书。知普州。著有《墨客挥犀》、《续墨客挥犀》各十卷。